# Circonscription de Guelmim
La circonscription de Guelmim est la circonscription législative marocaine de la province de Guelmim située en région Guelmim-Oued Noun. Elle est représentée dans la Xe législature par Mohamed Lahbib Nazoume et Mbarka Bouaida.

## Historique des députations
| Législature | Début de mandat  | Fin de mandat    | Députés élus | Députés élus                  | Députés élus | Députés élus          |
| ----------- | ---------------- | ---------------- | ------------ | ----------------------------- | ------------ | --------------------- |
| IXe         | 26 novembre 2011 | 7 octobre 2016   |              | El Houssine Oudmine (USFP)    |              | Mbarek Bouaida (RNI)  |
| Xe          | 8 octobre 2016   | 8 septembre 2021 |              | Mohamed Lahbib Nazoume (USFP) |              | Mbarka Bouaida (RNI)  |
| XIe         | 9 septembre 2021 | ?                |              | Mohamed Sibari (PAM)          |              | Mohamed Arejdal (RNI) |

## Historique des élections

### Découpage électoral d'octobre 2011

#### Élections de 2016
| Parti       | Parti                                               | Voix    | %      | Député(s) élus         |  |
| ----------- | --------------------------------------------------- | ------- | ------ | ---------------------- |  |
|             | Union socialiste des forces populaires (USFP)       | 13 951  | 31,13  | Mohamed Lahbib Nazoume |  |
|             | Rassemblement national des indépendants (RNI)       | 12 360  | 27,58  | Mbarka Bouaida         |  |
|             | Parti de la justice et du développement (PJD)       | 11 653  | 26,00  |                        |  |
|             | Parti de l'Istiqlal (PI)                            | 2 635   | 5,88   |                        |  |
|             | Fédération de la gauche démocratique (FGD)          | 1 001   | 2,23   |                        |  |
|             | Parti authenticité et modernité (PAM)               | 911     | 2,03   |                        |  |
|             | Mouvement démocratique et social (MDS)              | 444     | 0,99   |                        |  |
|             | Parti du progrès et du socialisme (PPS)             | 427     | 0,95   |                        |  |
|             | Parti de la renaissance et de la vertu (PRV)        | 333     | 0,74   |                        |  |
|             | Parti de la gauche verte (PGV)                      | 233     | 0,52   |                        |  |
|             | Parti de l'Espoir (PE)                              | 224     | 0,50   |                        |  |
|             | Parti des Néo-Démocrates (PND)                      | 202     | 0,45   |                        |  |
|             | Mouvement populaire (MP)                            | 175     | 0,39   |                        |  |
|             | Parti Al Ahd Addimocrati (AHD)                      | 125     | 0,28   |                        |  |
|             | Parti de la liberté et de la justice sociale (PLJS) | 113     | 0,25   |                        |  |
|             | Parti démocratique de l'indépendance (PDI)          | 25      | 0,06   |                        |  |
|             |                                                     |         |        |                        |  |
| Inscrits    | Inscrits                                            | 102 851 | 100,00 |                        |  |
| Abstentions | Abstentions                                         | 58 039  | 56,43  |                        |  |
| Exprimés    | Exprimés                                            | 44 812  | 43,57  |                        |  |

#### Élections de 2021
| Parti       | Parti                                                       | Voix    | %      | Députés élus    |  |
| ----------- | ----------------------------------------------------------- | ------- | ------ | --------------- |  |
|             | Parti authenticité et modernité (PAM)                       | 18 807  | 28,75  | Mohamed Sibari  |  |
|             | Rassemblement national des indépendants (RNI)               | 16 199  | 24,77  | Mohamed Arejdal |  |
|             | Parti de l'Istiqlal (PI)                                    | 16 165  | 24,71  |                 |  |
|             | Mouvement populaire (MP)                                    | 4 142   | 6,33   |                 |  |
|             | Parti de la justice et du développement (PJD)               | 1 870   | 2,86   |                 |  |
|             | Parti de l'environnement et du développement durable (PEDD) | 1 733   | 2,65   |                 |  |
|             | Parti du progrès et du socialisme (PPS)                     | 1 325   | 2,03   |                 |  |
|             | Union socialiste des forces populaires (USFP)               | 689     | 1,05   |                 |  |
|             | Alliance de la fédération de gauche (AGD)                   | 608     | 0,93   |                 |  |
|             | Parti de l'Espoir (PE)                                      | 596     | 0,91   |                 |  |
|             | Parti vert marocain (PVM)                                   | 554     | 0,85   |                 |  |
|             | Parti marocain libéral (PML)                                | 498     | 0,76   |                 |  |
|             | Parti socialiste unifié (PSU)                               | 402     | 0,61   |                 |  |
|             | Parti démocratique de l'indépendance (PDI)                  | 400     | 0,61   |                 |  |
|             | Parti des Néo-Démocrates (PND)                              | 325     | 0,50   |                 |  |
|             | Parti de l'unité et de la démocratie (PUD)                  | 297     | 0,45   |                 |  |
|             | Parti du centre social (PCS)                                | 275     | 0,42   |                 |  |
|             | Front des forces démocratiques (FFD)                        | 225     | 0,34   |                 |  |
|             | Parti de la réforme et du développement (PRD)               | 204     | 0,31   |                 |  |
|             | Parti de la liberté et de la justice sociale (PLJS)         | 70      | 0,11   |                 |  |
|             | Parti de la renaissance (PAN)                               | 25      | 0,04   |                 |  |
|             |                                                             |         |        |                 |  |
| Inscrits    | Inscrits                                                    | 111 753 | 100,00 |                 |  |
| Abstentions | Abstentions                                                 | 46 344  | 41,47  |                 |  |
| Exprimés    | Exprimés                                                    | 65 409  | 58,53  |                 |  |